# Edward River Council
Koordinaten: 35° 14′ S, 144° 59′ O

Das Edward River Council ist ein lokales Verwaltungsgebiet (LGA) im australischen Bundesstaat New South Wales. Das Gebiet ist 8883,5 km² groß und hat etwa 8500 Einwohner.
Edward River liegt im Süden des Staates nahe der Grenze zu Victoria etwa 380 km westlich der australischen Hauptstadt Canberra und 250 km nördlich von Melbourne. Das Gebiet umfasst 26 Ortsteile und Ortschaften: Barratta, Briganbigil, Blighty, Conargo, Hartwood, Lindifferon, Mayrung, Moonbria, Morago, Myrtle Park, Pretty Pine, Stud Park, Tuppal, Wandook, Wanganella, Warrangoon, Willurah und Teile von Booroorban, Coree, Deniliquin, Four Corners, Logie Brae, Mabins Well, Moulamein, Pine Lodge und Steam Plains. Der Verwaltungssitz des Councils befindet sich in der Stadt Deniliquin am Südrand der LGA, wo etwa 6400 Einwohner leben.
Das Edward River Council entstand am 12. Mai 2016 durch den Zusammenschluss des Deniliquin Council mit dem Conargo Shire.

## Verwaltung
Der Council von Edward River hat neun Mitglieder, die von den Bewohnern der LGA gewählt werden. Edward River ist nicht in Bezirke untergliedert. Aus dem Kreis der Councillor rekrutiert sich auch der Mayor (Bürgermeister) des Councils.